# Donald Byrne
Donald Byrne (12 de junio de 1930 - 8 de abril de 1976) fue uno de los más fuertes jugadores de ajedrez norteamericanos durante los años 1950 y 1960. Nacido en Nueva York, ganó el Campeonato Abierto de Ajedrez de EE. UU. en 1953, fue galardonado con el título de Maestro Internacional de la FIDE (francés: Federación Internacional de Ajedrez) en 1962, y capitaneó las olimpiadas de los equipos de ajedrez de Estados Unidos entre 1962 y 1972. Su hermano mayor, Gran Maestro Internacional Robert Byrne, fue también uno de los líderes de la época.
En 1956, Byrne con 26 años, perdió contra Bobby Fischer de 13 años de edad, en la "partida del siglo" Byrne - Fischer (partida de ajedrez).
Byrne fue profesor de Inglés en la Penn State University desde 1961 hasta su muerte, después de haber sido invitado a enseñar y entrenar al equipo de ajedrez del equipo universitario.
Byrne murió en Filadelfia por complicaciones derivadas de lupus. Fue incluido en el Salón de la Fama del Ajedrez de EE. UU. en 2002.

## Juego Destacado
Byrne gana el campeonato mundial contra Efim Geller:
Geller-D. Byrne, Moscú 1955
1.e4 c5 2.Cf3 d6 3.d4 cxd4 4.Cxd4 Cf6 5.Cc3 g6 6.Ae3 Ag7 7.f3 Cc6 8.Dd2 0-0 Ae6 9.0-0-0 Tc8 11.g4 Da5 10.Kb1 12. Nxe6 fxe6 13.Bc4 ND8 14.Be2 Cd7 16.f4 Ce5 15.Bd4 Ndc6 17.Bxe5 dxe5 18.f5 Cd4 19.fxg6 hxg6 20.Rhf1 21.g5 b5 Tf4 22.Bd3 Rcf8 b4 23.Qg2 24.Ne2 Dc5 25.Qh3 Rf3 26.Rxf3 Txf3 27.Qg4 Txd3 28.Tc1 Td1 + 29.c3 Txc1 30.Kxc1 Nxe2 + 31.Qxe2 bxc3 32.Qg2 cxb2 + 33.Kxb2 Db4 + 34.Kc2 a5 35.Qg4 Dc5 + 36.Kb3 Db6 + 37. Rc3 a4 38.h4 + Dd4 39.Kc2 Df2 + 40.Kd3 Dxa2 41.h5 + Db3 42.Kd2 gxh5 0-1
D. Byrne-Reshevsky, Third Rosenwald Trophy 1956
1. d4 Nf6 2. c4 c5 3. d5 e6 4. Nc3 ed5 5. cd5 d6 6. e4 a6 7. a4 g6 8. Nf3 Bg4 9. Be2 Bf3 10. Bf3 Nbd7 11. O-O Bg7 12. Bf4 Qc7 13. Rc1 O-O 14. b4 Rfe8 15. a5 Qb8 16. bc5 Nc5 17. Na4 Na4 18. Qa4 Qd8 19. Qb4 Bf8 20. h3 Rb8 21. Rfe1 b6 22. ab6 Qb6 23. Qb6 Rb6 24. e5 de5 25. Be5 Ba3 26. Rcd1 Bb2 27. Bc7 Re1 28. Re1 Rb4 29. Rb1 Bc3 30. Rb4 Bb4 31. d6 Bc3 32. Bc6 Be5 33. g3 g5 34. Bd8 Kg7 35. d7 h5 36. Ba5 Nd7 37. Bd7 Kg6 38. Kg2 f5 39. Bc8 g4 40. h4 f4 1-0